# Metacirolana chemola
Metacirolana chemola är en kräftdjursart som beskrevs av Marilyn Schotte och Brian Frederick Kensley 2005. Metacirolana chemola ingår i släktet Metacirolana och familjen Cirolanidae.
Artens utbredningsområde är Somalia. Inga underarter finns listade i Catalogue of Life.